# Steinbruch Ehrleshalden
Der Steinbruch Ehrleshalden ist ein Naturschutzgebiet im Naturraum der Lahr-Emmendinger-Vorberge in Baden-Württemberg. Es ist ein Sekundärbiotop mit hoher biologischer Diversität; ein Lebensraum für gefährdete Tier- und Pflanzenarten und ein wertvoller geologischer Aufschluss.

## Geographie
Das Naturschutzgebiet liegt am Rand der Vorberge auf dem Gebiet der Gemeinde Herbolzheim im Landkreis Emmendingen in Baden-Württemberg. Es befindet sich zwischen Ringsheim im Norden und Herbolzheim im Süden und grenzt im Westen an die Bundesstraße 3.

## Steckbrief
Das Gebiet wurde per Verordnung am 17. Dezember 1990 als Naturschutzgebiet ausgewiesen und wird unter der Schutzgebietsnummer 3.175 beim Regierungspräsidium Freiburg geführt. Es hat eine Fläche von 6,5 Hektar und ist in die IUCN-Kategorie IV, ein Biotop- und Artenschutzgebiet, eingeordnet. Die WDPA-ID lautet 165689 und entspricht dem europäischen CDDA-Code und der EUNIS-Nr.
Der wesentliche Schutzzweck „ist die Erhaltung des Steinbruchbereiches als
- wertvoller geologischer Aufschluss,
- Gebiet von hoher biologischer Diversität mit gefährdeten Lebensgemeinschaften,
- Lebensraum mehrerer in ihrem Bestand gefährdeter Tier- und Pflanzenarten.“

## Geschichte
Im Steinbruch wurde Kalk noch bis in die 70er Jahre aus dem braunen Jura abgebaut und in einem örtlichen Kalkwerk gebrannt. Der Kalkstein war früher auch Quelle der Benediktiner in Ettenheimmünster.

## Geologie

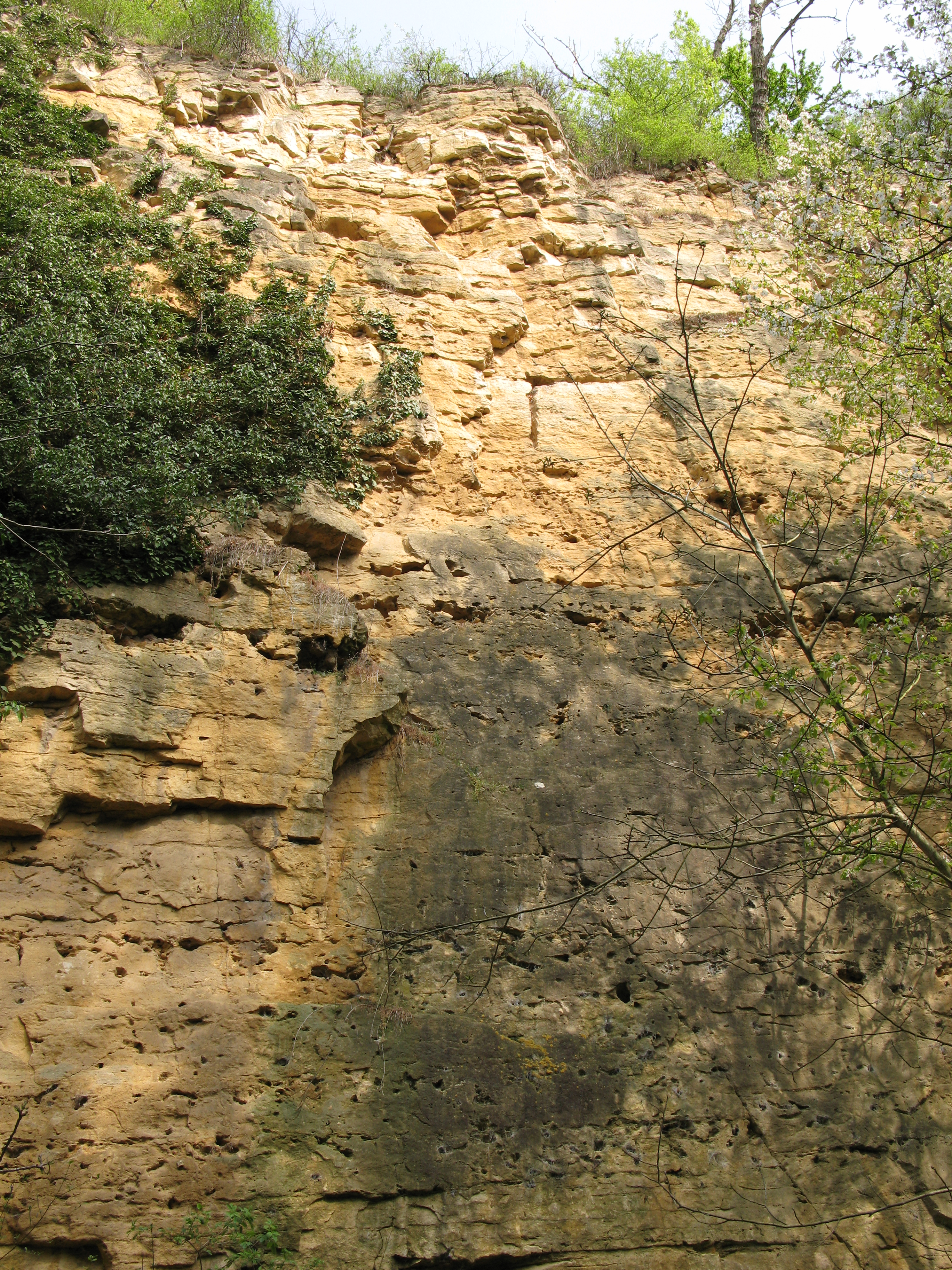
Steilwand

Bei dem Steinbruch handelt sich in dieser Mächtigkeit und Größe um eine selten vorkommende Hauptrogenstein-Formation und ist in Deutschland auf das Gebiet des Oberrheins beschränkt. Er gilt als ein geologisches Fenster in die Erdgeschichte. Staffelbrüche sind noch auf der unteren Sohle der Bruchschollenlandschaft zu erkennen. Die bis zu 30 Meter hohen und teilweise verwitterten Felswände weisen zahlreiche Spalten, Nischen und Löcher auf. Daneben finden sich auch Steilwände aus Löss, Schutthalden aus Felsblöcken und Hänge aus Lösslehm, aus denen Quellwasser austritt. Über der Wand des Steinbruchs ist eine mächtige Lössschicht einsehbar.

## Flora und Fauna

### Flora

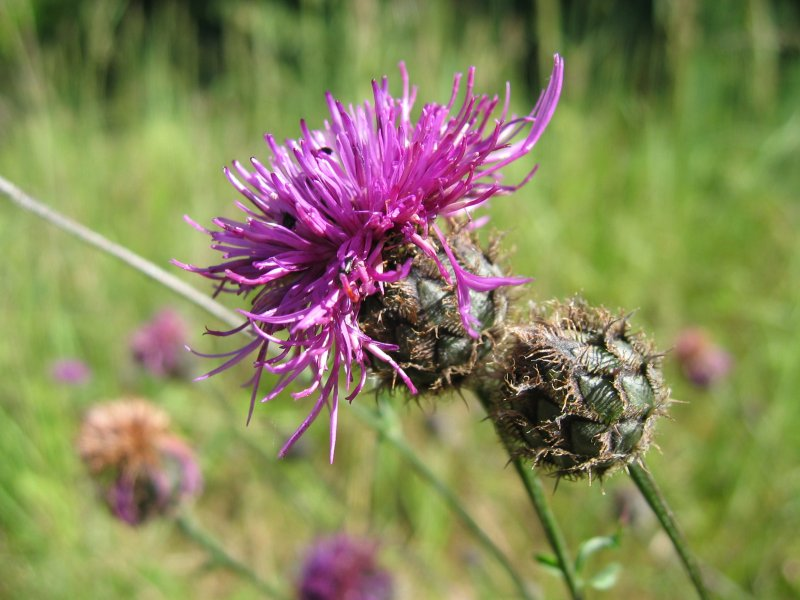
Skabiosen-Flockenblume (Centaurea scabiosa)

Es finden sich oberhalb der Steinbruchkante im Bereich der Halbtrockenrasen verschiedene Pflanzenarten, wie z. B.
den Berg-Haarstrang, den Dost und den Echten Wundklee. Aus der Familie der Orchideengewächse gedeihen hier das Helm-Knabenkraut, der Schwalbenwurz, die Skabiosen-Flockenblume und der Weidenblättrige Alant.

### Fauna
Aus der Familie der Nattern haben die Schlingnatter und aus der Familie der echten Eidechsen die Zauneidechse ihren Lebensraum in den sonnigen Schutthalden und Böschungen. Die Steilwände bieten Nistplätze für Wanderfalken. Zahlreiche Löcher in den besonnten steilen Wänden aus Löss sind dicht besiedelt durch Insekten wie die Wildbienen und die Wespen. In den auf den Terrassen sich gebildeten Büschen und Vorwäldern finden Vögel ihr Habitat.